# Microsoft Office 2008 for Mac
Microsoft Office 2008 for Mac este suită de tip office lansat pe 15 ianuarie 2008. Acesta a înlocuit Office 2004 for Mac și a devenit echivalentul Mac OS X al Office 2007. Office 2008 a fost dezvoltat de Macintosh Business Unit a Microsoft. Office 2008 a fost urmat de Microsoft Office 2011 for Mac lansat pe 26 octombrie 2010, necesitând un Mac cu un procesor Intel, versiunea Mac OS 10.5. Office 2008 este, de asemenea, ultima versiune care include Entourage, care a fost înlocuit cu  Outlook în Office 2011.

## Lansare
Office 2008 a fost inițial programat pentru lansare în a doua jumătate a anului 2007. A fost amânată până în ianuarie 2008, pentru a permite timp pentru a repara eventuale bug-uri. Spre deosebire de Office 2007 for Windows, Office 2008 nu a fost oferit versiune beta publică înainte de data planificată pentru lansare.